# KkStB 163
| ÖNWB Xa,b / kkStB 163 / ČSD 314.2 | ÖNWB Xa,b / kkStB 163 / ČSD 314.2 |
| Technische Daten                  | Technische Daten                  |
| --------------------------------- | --------------------------------- |
| Bauart                            | C n2t                             |
| Zylinder-Ø                        | 342 mm                            |
| Kolbenhub                         | 500 mm                            |
| Treibrad-Ø                        | 1015 mm                           |
| fester Radstand                   | 2900 mm                           |
| Gesamtradstand                    | 2900 mm                           |
| Heizfl. d. Rohre                  | 64,9 m²                           |
| Heizfl. d. Feuerbüchse            | 5,4 m²                            |
| Rostfl.                           | 1,22 m²                           |
| Dampfdruck                        | 10,0                              |
| Gewicht (leer)                    | 26,80 t                           |
| Adhäsionsgewicht                  | 33,86 t                           |
| Dienstgewicht                     | 33,86 t                           |
| Wasser                            | 1,8 m³                            |
| Kohle                             | 3,1 m³                            |
| Länge                             | 8,456 m                           |
| Höhe                              | 4,520 m                           |
| Vmax                              | 45 km/h                           |

| ÖNWB Xc / kkStB 163 / ČSD 314.2 | ÖNWB Xc / kkStB 163 / ČSD 314.2 |
| ------------------------------- | ------------------------------- |
| ÖNWB Xc No. 520                 |                                 |
| Technische Daten                |                                 |
| Bauart                          | C n2t                           |
| Zylinder-Ø                      | 342 mm                          |
| Kolbenhub                       | 500 mm                          |
| Treibrad-Ø                      | 1015 mm                         |
| fester Radstand                 | 2900 mm                         |
| Gesamtradstand                  | 2900 mm                         |
| Heizfl. d. Rohre                | 64,9 m²                         |
| Heizfl. d. Feuerbüchse          | 5,4 m²                          |
| Rostfl.                         | 1,22 m²                         |
| Dampfdruck                      | 10,0                            |
| Gewicht (leer)                  | 27,50 t                         |
| Adhäsionsgewicht                | 36,50 t                         |
| Dienstgewicht                   | 36,50 t                         |
| Wasser                          | 1,8 m³                          |
| Kohle                           | 4,5 m³                          |
| Länge                           | 8,406 m                         |
| Höhe                            | 4,160 m                         |
| Vmax                            | 45 km/h                         |

| ÖNWB Xd / kkStB 163 / ČSD 314.2 | ÖNWB Xd / kkStB 163 / ČSD 314.2 | ÖNWB Xd / kkStB 163 / ČSD 314.2 | ÖNWB Xd / kkStB 163 / ČSD 314.2 |
| Technische Daten                | Technische Daten                | Technische Daten                | Technische Daten                |
| ------------------------------- | ------------------------------- | ------------------------------- | ------------------------------- |
|                                 | 1890                            | 1896                            | 1903                            |
| Bauart                          | C n2t                           | C n2t                           | C n2t                           |
| Zylinder-Ø                      | 410 mm                          | 410 mm                          | 410 mm                          |
| Kolbenhub                       | 500 mm                          | 500 mm                          | 500 mm                          |
| Treibrad-Ø                      | 1015 mm                         | 1015 mm                         | 1015 mm                         |
| fester Radstand                 | 2900 mm                         | 2900 mm                         | 2900 mm                         |
| Gesamtradstand                  | 2900 mm                         | 2900 mm                         | 2900 mm                         |
| Heizfl. d. Rohre                | 75,3 m²                         | 75,3 m²                         | 73,7 m²                         |
| Heizfl. d. Feuerbüchse          | 5,4 m²                          | 5,4 m²                          | 5,4 m²                          |
| Rostfl.                         | 1,22 m²                         | 1,22 m²                         | 1,22 m²                         |
| Dampfdruck                      | 12,0                            | 10,0                            | 10,0                            |
| Gewicht (leer)                  | 28,50 t                         | 29,90                           | 29,90                           |
| Adhäsionsgewicht                | 38,00 t                         | 38,00 t                         | 39,20 t                         |
| Dienstgewicht                   | 38,00 t                         | 38,00 t                         | 39,20 t                         |
| Wasser                          | 1,8 m³                          | 1,8 m³                          | 1,8 m³                          |
| Kohle                           | 5,0 m³                          | 5,2 m³                          | 5,2 m³                          |
| Länge                           | 8,456 m                         | 8,488 m                         | 8,488 m                         |
| Höhe                            | 4,160 m                         | 4,160 m                         | 4,160 m                         |
| Vmax                            | 45 km/h                         | 45 km/h                         | 45 km/h                         |

| ÖNWB Xe / kkStB 163 / ČSD 314.2 | ÖNWB Xe / kkStB 163 / ČSD 314.2 | ÖNWB Xe / kkStB 163 / ČSD 314.2 |
| Technische Daten                | Technische Daten                | Technische Daten                |
| ------------------------------- | ------------------------------- | ------------------------------- |
|                                 | 1891                            | 1903                            |
| Bauart                          | C n2t                           | C n2t                           |
| Zylinder-Ø                      | 410 mm                          | 410 mm                          |
| Kolbenhub                       | 500 mm                          | 500 mm                          |
| Treibrad-Ø                      | 1015 mm                         | 1015 mm                         |
| fester Radstand                 | 2900 mm                         | 2900 mm                         |
| Gesamtradstand                  | 2900 mm                         | 2900 mm                         |
| Heizfl. d. Rohre                | 75,3 m²                         | 73,7 m²                         |
| Heizfl. d. Feuerbüchse          | 5,2 m²                          | 5,2 m²                          |
| Rostfl.                         | 1,22 m²                         | 1,22 m²                         |
| Dampfdruck                      | 12,0                            | 12,0                            |
| Gewicht (leer)                  | 30,60 t                         | 30,60 t                         |
| Adhäsionsgewicht                | 40,10 t                         | 40,10 t                         |
| Dienstgewicht                   | 40,10 t                         | 40,10 t                         |
| Wasser                          | 1,8 m³                          | 1,8 m³                          |
| Kohle                           | 5,1 m³                          | 5,1 m³                          |
| Länge                           | 8,488 m                         | 8,488 m                         |
| Höhe                            | 4,160 m                         | 4,160 m                         |
| Vmax                            | 45 km/h                         | 45 km/h                         |

Die Dampflokomotivreihe kkStB 163 waren Tenderlokomotiven der k.k. Staatsbahnen (kkStB), die ursprünglich von der k.k. priv. Österreichischen Nordwestbahn (ÖNWB) stammten.

## Geschichte
Die Lokomotiven dieser Reihe wurden für den Verschub sowie für den Anschluss- und Nebenbahndienst von Anton Elbel nach dem Vorbild der kkStB 97 entworfen.
Es waren Maschinen der Bauart Ct mit tiefliegendem Kessel.
Der Kohlevorrat war auf der Heizerseite vor dem Schutzhaus untergebracht.
Die von Schwartzkopff 1882 gelieferten sieben Stück erhielten bei der ÖNWB die Nummern 501–507 und die Reihenbezeichnung Xa.
Die Lokomotivfabrik Floridsdorf lieferte 1881 vier Stück, die die Nummern 508–511 und die Reihenbezeichnung Xb bekamen.
1884 kam es zu einer Nachlieferung von zehn Stück durch die Lokomotivfabrik der StEG, die als Reihe Xc mit den Nummern 512–521 eingeordnet wurde.
1890 lieferte die Floridsdorfer Lokomotivfabrik vier Stück an die k.k. priv. Süd-Norddeutsche Verbindungsbahn (SNDVB), die bei der ÖNWB die Nummern 551–554 und die Reihe Xd zugeordnet bekamen.
Schließlich baute die Floridsdorfer Lokomotivfabrik 1891/1892 zwölf, 1896 vier sowie 1901 weitere vier Stück, die 1896 durch vier Stück von der Lokomotivfabrik der StEG und 1898 durch weitere zwei aus Floridsdorf ergänzt wurden.
Diese bekamen die Nummern 522–541 und 561–566 und die Reihenbezeichnung Xe.
Die Unterschiede in den Dimensionen der einzelnen Lieferserien können den Tabellen entnommen werden.
Nach der Verstaatlichung 1909 ordneten die kkStB die Maschinen der Reihen Xa,b,c,d,e als Reihe 163 ein.
Nach dem Ersten Weltkrieg kam die Reihe geschlossen zu den Tschechoslowakischen Staatsbahnen (ČSD), die sie als 314.2 bezeichnete und bis 1964 im Einsatz hatte.